# Lista de prefeitos de Novo Hamburgo
Esta é a lista contendo todos os prefeitos e vice-prefeitos de Novo Hamburgo, município localizado no Vale dos Sinos e na Região Metropolitana de Porto Alegre (Rio Grande do Sul), desde sua emancipação, em 5 de abril de 1927, até hoje. O primeiro prefeito da cidade foi Jacob Kroeff Neto, de forma provisória, por 2 meses. O primeiro prefeito eleito, de forma indireta (o prefeito, chamado intendente, era o presidente da câmara de vereadores, pois ainda não existia um poder executivo municipal) foi Leopoldo Petry.

### Lista de Prefeitos de Novo Hamburgo
| N° | Nome                              | Partido | Vice-prefeito                      | Início do Mandato      | Fim do Mandato         | Observações e Referências |
| -- | --------------------------------- | ------- | ---------------------------------- | ---------------------- | ---------------------- | --- |
| 1  | Jacob Kroeff Neto                 | S/P     | N/A                                | 5 de abril de 1927     | 4 de Junho de 1927     | Intendente (prov.) |
| 2  | Leopoldo Petry                    | S/P     | N/A                                | 5 de junho de 1927     | 10 de dezembro de 1930 | Intendente eleito de forma indireta                                                                                                |
| 3  | Cel. José Gomes Ferreira          | S/P     | N/A                                | 14 de dezembro de 1930 | 20 de outubro de 1934  | Prefeito nomeado pelo interventor Flores da Cunha                                                                                  |
| 4  | Cap. Alencastro Braga de Menezes  | PRL     | N/A                                | 25 de outubro de 1934  | 1 de setembro de 1935  | Prefeito nomeado pelo interventor Flores da Cunha                                                                                  |
| 5  | Ângelo Benito Provenzano          | PRL     | N/A                                | 4 de setembro de 1935  | 24 de dezembro de 1937 | Prefeito nomeado pelo interventor Flores da Cunha                                                                                  |
| 6  | Odon Cavalcanti Carneiro Monteiro | PRL     | N/A                                | 31 de dezembro de 1937 | 25 de setembro de 1942 | Prefeito nomeado pelo interventor Daltro Filho                                                                                     |
| 7  | Nelson Toohey Schneider           | Desc.   | N/A                                | 1 de outubro de 1942   | 24 de março de 1944    | Prefeito nomeado pelo interventor Oswaldo Cordeiro de Farias                                                                       |
| 8  | Alberto Severo                    | Desc.   | N/A                                | 30 de março de 1944    | 2 de agosto de 1946    | Prefeito nomeado pelo interventor Ernesto Dornelles                                                                                |
| 9  | Euclydes Fernandes Costa          | Desc.   | N/A                                | 3 de agosto de 1946    | 11 de maio de 1947     | Prefeito nomeado pelo interventor Cylon Rosa                                                                                       |
| 10 | Frederico Guilherme Growermann    | Desc.   | N/A                                | 19 de maio de 1947     | 31 de dezembro de 1948 | Prefeito nomeado pelo governador Walter Jobim                                                                                      |
| 11 | Guilherme Becker                  | PL/CD   | N/A                                | 3 de janeiro de 1949   | 1 de fevereiro de 1949 | Vice-prefeito eleito por sufrágio universal em 1947, assumiu até completar 1 ano após a votação suplementar de 1948, em uma seção. |
| 12 | Carlos Armando Koch               | PSD/CD  | Guilherme Becker (PL/CD)           | 2 de fevereiro de 1949 | 31 de dezembro de 1951 | Prefeito eleito em sufrágio universal                                                                                              |
| 13 | Plínio Armindo de Moura           | PRP     | Alzir Schmiedel (PTB)              | 1 de janeiro de 1952   | 31 de dezembro de 1956 | Prefeito e vice eleitos em sufrágio universal                                                                                      |
| 14 | Carlos Armando Koch               | PSD     | João Amando Schilling (UDN)        | 1 de janeiro de 1957   | 31 de janeiro de 1960  | Prefeito e vice eleitos em sufrágio universal                                                                                      |
| 15 | Martins Avelino Santini           | PTB     | Renê Pacheco (PTB)                 | 1 de fevereiro de 1960 | 31 de dezembro de 1963 | Prefeito e vice eleitos em sufrágio universal                                                                                      |
| 16 | Níveo Leopoldo Friedrich          | PDC     | Prof. Waldemar Geib (PDC)          | 1 de janeiro de 1964   | 31 de janeiro de 1969  | Prefeito e vice eleitos em sufrágio universal Se afiliaram a ARENA após o AI-2.                                                    |
| 17 | Alceu Mosmann                     | ARENA   | Urbano Arnecke (ARENA)             | 1 de fevereiro de 1969 | 31 de janeiro de 1973  | Prefeito e vice eleitos em sufrágio universal                                                                                      |
| 18 | Miguel Henrique Schmitz           | ARENA   | Ivo Maximiliano Strimitzer (ARENA) | 1 de fevereiro de 1973 | 31 de janeiro de 1977  | Prefeito e vice eleitos em sufrágio universal                                                                                      |
| 19 | Eugênio Nelson Ritzel             | MDB     | Assis Barreto da Costa (MDB)       | 1 de fevereiro de 1977 | 11 de maio de 1982     | Prefeito e vice eleitos em sufrágio universal                                                                                      |
| 20 | Atalíbio Antônio Foscarini        | PMDB    | Hélio Feltes (PMDB)                | 31 de janeiro de 1983  | 31 de dezembro de 1988 | Prefeito e vice eleitos em sufrágio universal                                                                                      |
| 21 | Paulo Ritzel                      | PMDB    | Paulo Schüller (PMDB)              | 1 de janeiro de 1989   | 31 de dezembro de 1992 | Prefeito e vice eleitos em sufrágio universal                                                                                      |
| 22 | Atalíbio Antônio Foscarini        | PMDB    | Antônio Giacomet (PMDB)            | 1 de janeiro de 1993   | 31 de dezembro de 1996 | Prefeito e vice eleitos em sufrágio universal                                                                                      |
| 23 | Airton Santos                     | PDT     | Victor Nicolau Körbes (PPB)        | 1 de janeiro de 1997   | 31 de dezembro de 2000 | Prefeito e vice eleitos em sufrágio universal                                                                                      |
| 23 | Airton Santos                     | PDT     | Cleonir Bassani (PSDB)             | 1 de janeiro de 2001   | 31 de dezembro de 2004 | Prefeito reeleito e vice eleito em sufrágio universal                                                                              |
| 24 | Cleonir Bassani                   | PSDB    | N/A                                | 1 de janeiro de 2005   | 22 de março de 2005    | Assumiu até serem feitas eleições suplementares às de 2004, como presidente da Câmara de vereadores.                               |
| 25 | Jair Foscarini                    | PMDB    | Raul Cassel (PMDB)                 | 23 de março de 2005    | 31 de dezembro de 2008 | Prefeito e vice eleitos em sufrágio universal                                                                                      |
| 26 | Tarcísio Zimmermann               | PT      | Lorena Mayer (PDT)                 | 1 de janeiro de 2009   | 31 de dezembro de 2012 | Prefeito e vice eleitos em sufrágio universal                                                                                      |
| 27 | Antônio Carlos Lucas              | PDT     | N/A                                | 1 de janeiro de 2013   | 22 de março de 2013    | Assumiu até serem feitas eleições suplementares às de 2012, como presidente da Câmara de vereadores.                               |
| 28 | Luís Lauermann                    | PT      | Roque Serpa (PTB)                  | 23 de março de 2013    | 31 de dezembro de 2016 | Prefeito e vice eleitos em sufrágio universal                                                                                      |
| 29 | Fátima Daudt                      | PSDB    | Antônio Fagan (PPS)                | 1 de janeiro de 2017   | 31 de dezembro de 2020 | Prefeita e vice eleitos em sufrágio universal                                                                                      |
| 29 | Fátima Daudt                      | PSDB    | Márcio Lüders (MDB)                | 1 de janeiro de 2021   | 31 de dezembro de 2024 | Prefeita reeleita e vice eleito em sufrágio universal                                                                              |
| 30 | Gustavo Finck                     | PP      | Gerson Haas (PL)                   | 1 de janeiro de 2025   | Atualidade             | Prefeito e vice eleitos em sufrágio universal                                                                                      |

#### Galeria

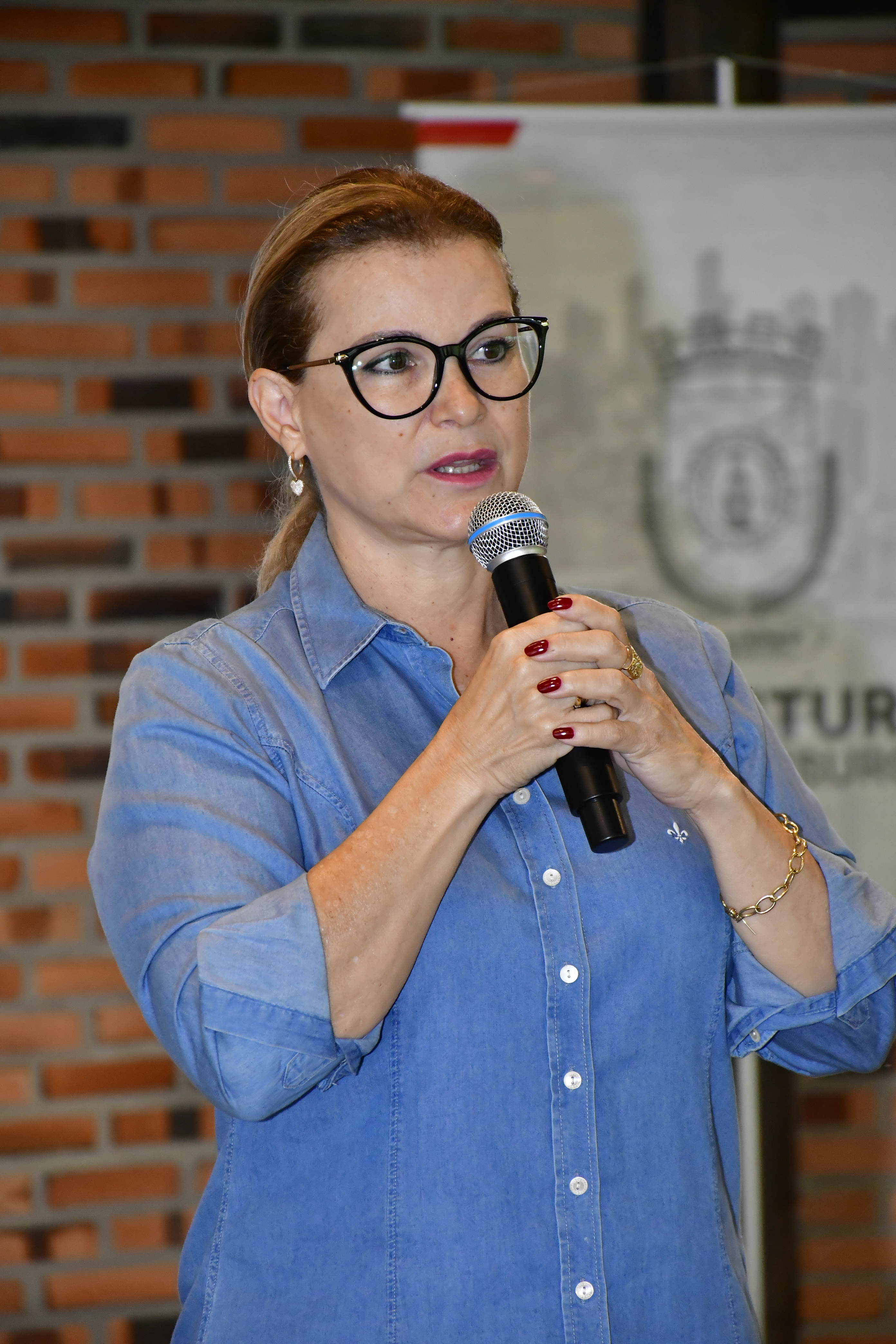
Fátima Daudt, atual prefeita de Novo Hamburgo
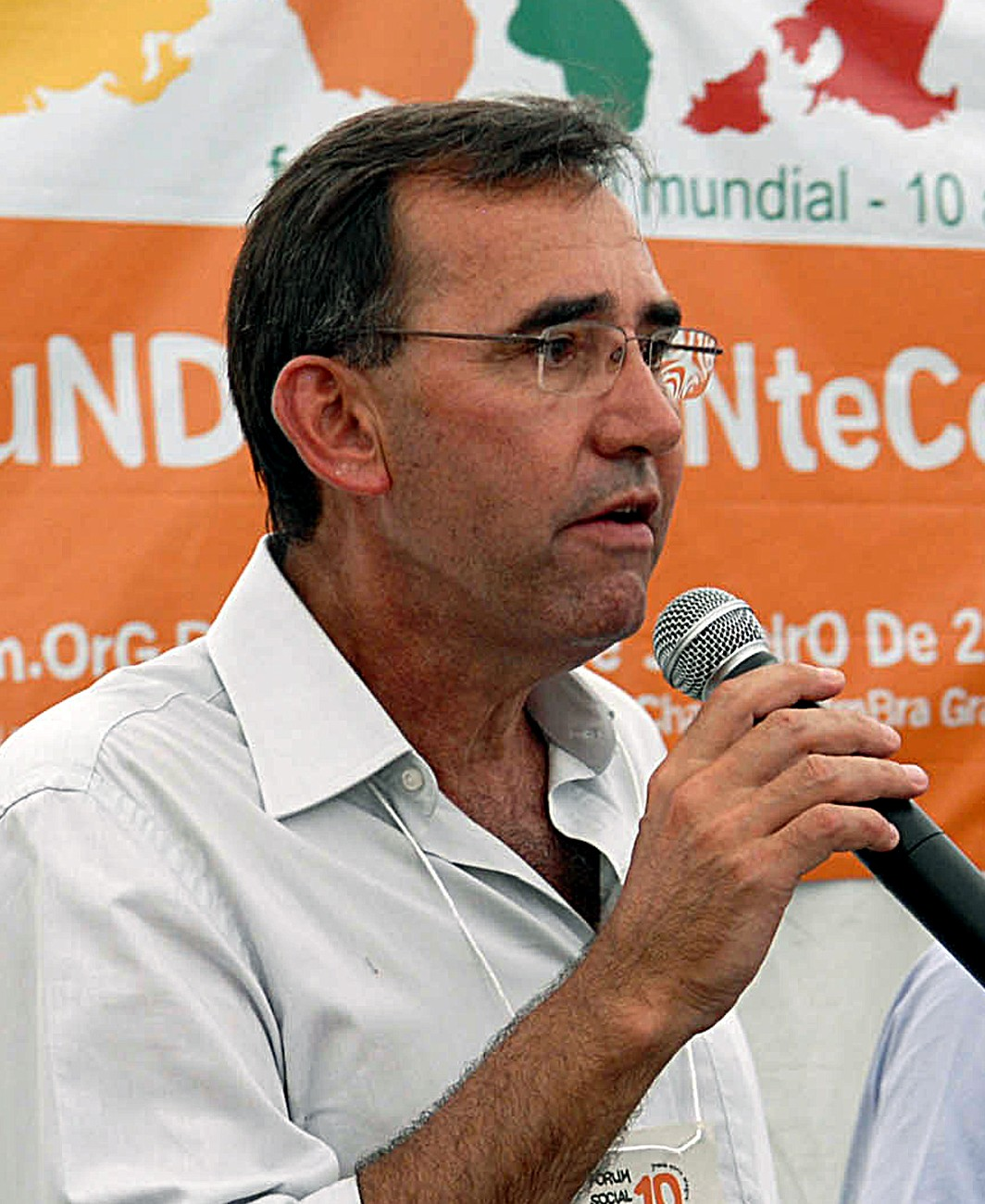
Ex-prefeito Tarcísio Zimmermann, no Fórum Social Mundial, em 2010.
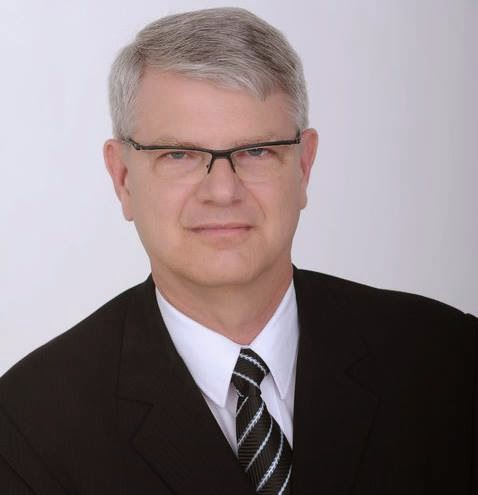
Ex-Prefeito de Novo Hamburgo e Ex-Deputado Estadual Jair Foscarini.